# Irish Open 2006
Die Irish Open 2006 im Badminton fanden vom 7. bis zum 10. Dezember 2006 statt.

## Medaillengewinner
| Disziplin    | Gold                           | Silber                              | Bronze                                   |
| ------------ | ------------------------------ | ----------------------------------- | ---------------------------------------- |
| Herreneinzel | Jens-Kristian Leth             | Jan Ø. Jørgensen                    | Hans-Kristian Vittinghus                 |
| Herreneinzel | Jens-Kristian Leth             | Jan Ø. Jørgensen                    | Jacob Damgaard                           |
| Dameneinzel  | Sara Persson                   | Susan Hughes                        | Anu Nieminen                             |
| Dameneinzel  | Sara Persson                   | Susan Hughes                        | Jill Pittard                             |
| Herrendoppel | Thomas Tesche Jochen Cassel    | Kasper Faust Henriksen Rasmus Bonde | Frédéric Mawet Wouter Claes              |
| Herrendoppel | Thomas Tesche Jochen Cassel    | Kasper Faust Henriksen Rasmus Bonde | Frederic Gaspard Elie Balligand          |
| Damendoppel  | Emma Mason Imogen Bankier      | Ginny Severien Karina de Wit        | Rachel van Cutsen Paulien van Dooremalen |
| Damendoppel  | Emma Mason Imogen Bankier      | Ginny Severien Karina de Wit        | Emelie Lennartsson Sophia Hansson        |
| Mixed        | Wouter Claes Nathalie Descamps | Ruud Bosch Ginny Severien           | Donal O’Halloran Bing Huang              |
| Mixed        | Wouter Claes Nathalie Descamps | Ruud Bosch Ginny Severien           | Łukasz Moreń Aleksandra Wałaszek         |